# Teracotona kiboshoica
Teracotona kiboshoica là một loài bướm đêm thuộc phân họ Arctiinae, họ Erebidae.